# Estés donde estés
«Estés donde estés» es una canción del dúo estadounidense Ha*Ash. Se lanzó como el segundo sencillo de su álbum debut Ha*Ash en 2003. Se publicó como segundo sencillo del álbum en México y el primero en Estados Unidos.
Formó parte de la telenovela juvenil (CLAP... el lugar de tus sueños), de la cadena Televisa, además de volverse el tema de una campaña de publicidad de una conocida marca de electrónicos. Alcanzó el primer lugar en las radios de México ese mismo año. 
En 2014, la canción fue regrabada para formar parte de la primera producción discográfica en vivo Primera fila: Hecho realidad.

## Información de la canción
La canción fue compuesta por el mexicano Áureo Baqueiro y Salvador Rizo, mientras que la producción fue llevada a cabo por el primero. El tema fue el primer sencillo del dúo en los Estados Unidos y el segundo en México. Se lanzó en 2003 para la promoción del primer álbum homónimo Ha*Ash. El tema ha sido incluida en todas las giras del dúo, siendo en la quinta 1F Hecho Realidad entre los años 2015 y 2017 la pista de cierre de los conciertos, y en el último tour la "Gira 100 años contigo" durante los años 2018 y 2019 la pista de inicio.

## Vídeo musical
El vídeo oficial de la canción fue estrenada en el año 2003. En él se puede ver a las chicas del dúo cantando la canción junto a una banda, mientras Hanna y Ashley están tocando la guitarra. Fue subido a las plataformas de YouTube en el año 2009, a finales de enero de 2019 cuenta con 11 millones de reproducciones.
En el año 2012 el dúo estreno una versión del tema, esta vez en un concierto en vivo, la cual formó parte del DVD incluido en la edición especial del álbum A tiempo.
En una nueva versión en vivo de la canción para el álbum Primera fila: Hecho realidad, se estrenó un vídeo el 22 de abril de 2015, en él se ve a las chicas del dúo tocando la guitarra y cantando frente al público asistente en un concierto íntimo. Fue llevado a cabo por Nahuel Lerena y Pato Byrne. A finales de 2018 el vídeo cuenta con 45 millones de reproducciones.

## Otras versiones en álbum
El 7 de julio el dúo grabó una nueva versión de la canción, esta vez presentada en vivo para su primera producción discográfica en vivo "Primera fila: Hecho realidad". Fue grabada en un concierto privado en los Estudios Churubusco, México. Se publicó junto al disco el día 11 de noviembre de 2014.
| N.º  | Título              | Escritor(es)             | Director(es)                    | Duración |  |
| 1.   | «Estés donde estés» | Baqueiro · Salvador Rizo | Mitchell · Noriega · De La Loza | 4:06     |  |
| 4:06 |                     |                          |                                 |          |  |

## Usos en los medios de comunicación
La canción fue el tema de una telenovela juvenil (CLAP... el lugar de tus sueños) de la cadena Televisa, además de volverse el tema de una campaña de publicidad de una conocida marca de electrónicos.

## Créditos y personal
Créditos adaptados de las notas del álbum y AllMusic.

### Grabación y gestión
- Grabado en Brava!, Manu Estudio/Cosmo Estudios (Ciudad de México)
- Mezclado en Manu Estudios
- Masterización en El Cuarto de Máquinas
- Administrado por Columbia / ATV Discos Music Publishing LLC / Westwood Publishing

### Personal
- Armando Ávila: bajo, guitarra acústica, guitarra eléctrica, teclado, ingeniería de grabación, arreglo musical
- Áureo Baqueiro: producción, teclado, voces de fondo, ingeniería de grabación, arreglo musical
- Michelle Batrez: voces de fondo
- Fanny Chernitsky: voces de fondo
- Pepe Damián: batería
- Rodolfo Cruz: ingeniería de grabación, mezcla
- Luis Gil: masterización

## Posiciones en la lista
| Listas (2003 - 2004)             | Mejor posición |
| -------------------------------- | -------------- |
| Estados Unidos (Hot Latin Songs) | 14             |
| Estados Unidos (Latin Pop Songs) | 9              |
| Estados Unidos (Latin Airplay)   | 14             |
| México (Top 10 México)           | 1              |

## Premios y nominaciones

### Orgullosamente Latino
Los Premios Orgullosamente Latino son un reconocimiento que se realiza entre los mejores de la música de habla hispana. Orgullosamente Latino, El Premio del Público, fue creado en el año 2004 por Alexis Núñez Oliva, Productor Ejecutivo de Ritmoson latino.
| Año  | Trabajo nominado       | Categoría              | Resultado | Ref.   |
| ---- | ---------------------- | ---------------------- | --------- | ------ |
| 2004 | «Estés en donde éstes» | Canción Latina del Año | Ganadoras | [ 23 ] |